# Ільяшенко Олександр Борисович
Олександр Борисович Ільяшенко (нар. 5 лютого 1963, м. Горлівка, Донецька область) — український медіаменеджер. Член Національної ради України з питань телебачення і радіомовлення (з 4 липня 2014 по 15 грудня 2021).

## Біографія
Закінчив Донецький політехнічний інститут, гірничий інженер-маркшейдер.
Олександр Ільяшенко з 2004 по 2008 рр. очолював телеканал «НТН». Під його керівництвом телеканал з міського був перетворений у всеукраїнський і став входити до сімки найрейтинговіших телевізійних каналів країни. З 2008 року опікувався розвитком кіно і телеіндустрії, усіляко підтримував регіональне телебачення. Олександр Ільяшенко очолював продакшн-студію «Пріма–фільм» і був керівником Міжнародного благодійного фонду «Єдиний світ». Депутат Київської обласної ради V скликання від СПУ (2006–2010).